# Армілка золотокрила
Армілка золотокрила (Rhynchostruthus socotranus) — вид горобцеподібних птахів родини в'юркових (Fringillidae). Ендемік Сокотри. Єменські і сомалійські армілки раніше вважалися підвидами золотокрилої армілки.

## Опис
Довжина птаха становить 14,5 см, довжина крил становить 83-87 мм. У самців верхня частина голови темно-коричнева, обличчя темне, майже чорне. На скронях білі плями. Забарвлення тіла переважно сіро-коричневе, надхвістя і верхні покривні пера хвоста сірі. На крилах і хвості яскраві жовті плями. Гузка білувата. Дзьоб великий, міціний, чорний. Лапи тілесного кольору. У самиць забарвлення тіла і обличчя дещо світліше, скроні сіруваті. Молоді птахи сильно поцятковані сміжками. Чорна пляма на обличчі відсутня, скроні жовтуваті. Жовті плями на крилах менші. Дзьоб знизу світло-сірий.

## Поширення і екологія
Золотокрилі армілки є ендеміками острова Сокотра. Вони живуть в різномінітних природних середовищах — в сухих лісах, чагарникових заростях і на пасовищах. Харчуються плодами ялівця, акації і молочаю.

## Збереження
МСОП класифікує це вид як такий, що не потребує особливих заходів зі збереження. Незважаючи на обмежений ареал і невелику популяцію (близько 6500 птахів за оцінкою дослідників) золотокрилі армілки наразі не знаходиться під загрозою.